# جاستن داوني
جاستن داوني (بالإنجليزية: Justin Downey)‏ هو لاعب اتحاد الرغبي جنوب أفريقي، ولد في 11 نوفمبر 1986 في جوهانسبرغ في جنوب أفريقيا.

## وصلات خارجية
- جاستن داوني على موقع ItsRugby.co.uk (الإنجليزية)